# Coro del Monastero delle Clarisse di Camerino
Il coro del Monastero di Santa Chiara di Camerino è un'opera lignea firmata e datata 1489 da Domenico Indivini, realizzata su commissione di suor Battista da Varano, che probabilmente fornisce anche il programma iconografico degli stalli.

## Storia
Non si conosce la collocazione originaria del coro all'interno della chiesa, a causa dei gravi danni subiti dall'edificio durante il sisma del 1799 e i pesanti restauri subiti successivamente. Probabilmente, quando la chiesa era orientata con la facciata su via Medici, il coro era soppalcato nella controfacciata dell'edificio. A seguito del sisma del 1799, il coro viene collocato dietro all'altare maggiore, separato da un paliotto ligneo e da una grata, sostituita da un vetro dopo il Concilio Vaticano II.
Tra il 1904 e il 1944, il coro venne smontato e conservato nell'ex chiesa della Santissima Annunziata di Camerino, allora sede del museo civico, in seguito al crollo del soffitto dell'aula del coro a causa di una pesante nevicata tra il 18 e il 19 gennaio 1904. Nel 1907 venne avanzata la richiesta per riavere il coro nel monastero, ma questa proposta venne accettata solo nel 1944, quando il museo civico venne smantellato per cause belliche.

## Descrizione e interpretazione

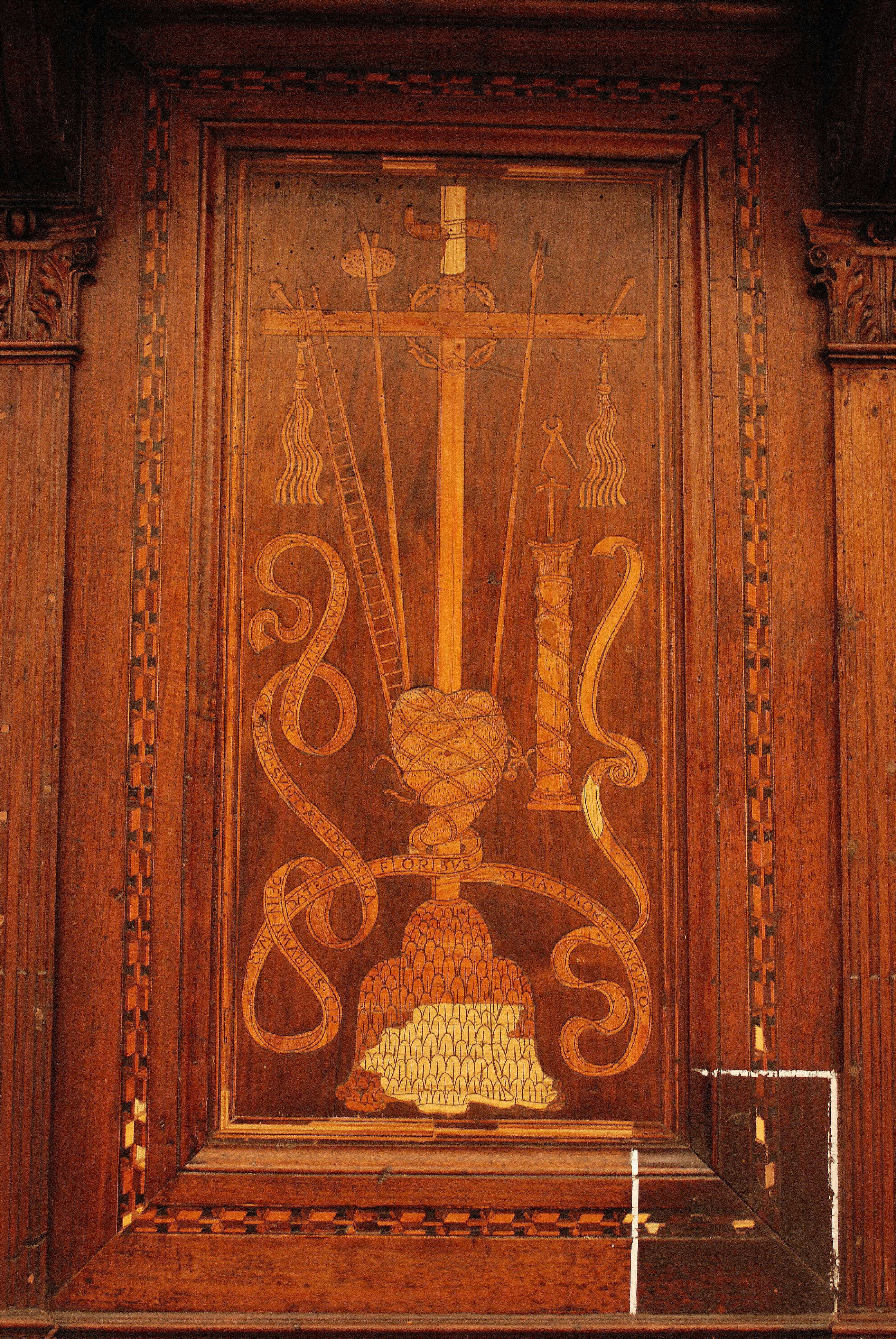
Postergale della badessa

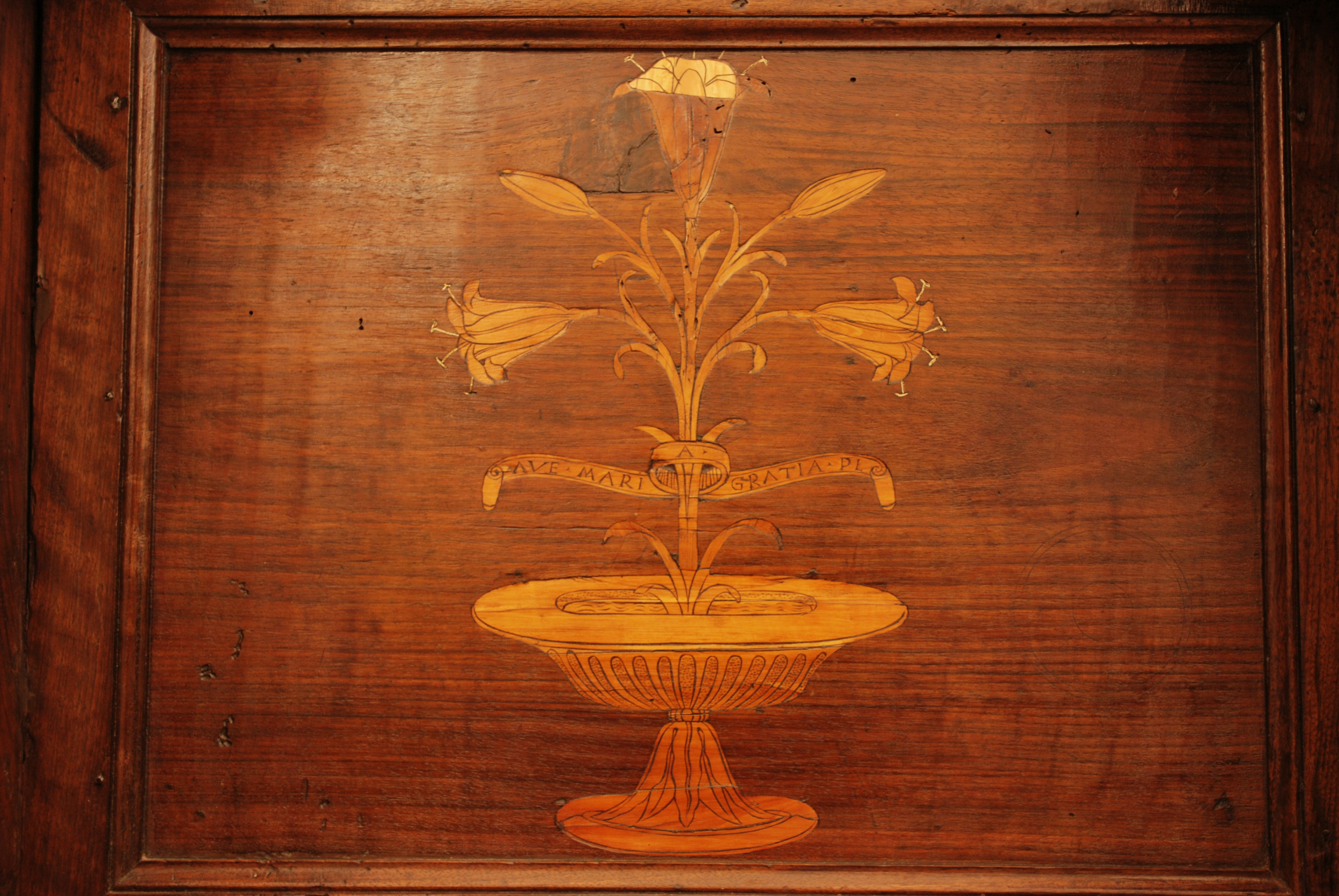
Postergale con invocazione mariana e i tre gigli

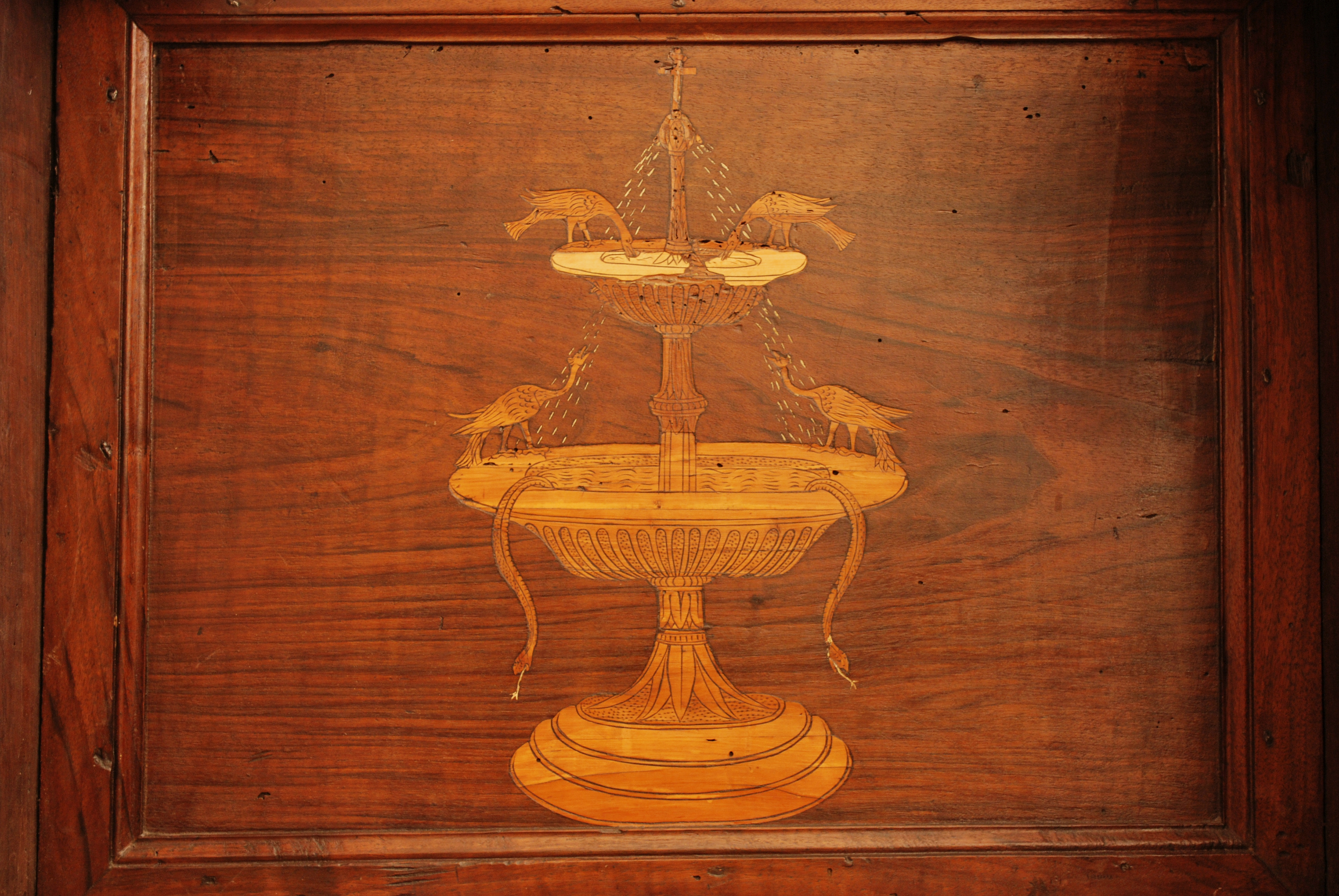
Postergale con fontana

La decorazione degli stalli del coro riflette, da un lato, la centralità di questo ambiente nella vita monastica e il suo ruolo di spazio edenico, in cui soprattutto si mettono in comunicazione l’universo terreno e quello celeste di Dio; ed è strettamente legata, dall’altro, alla spiritualità di suor Battista. Nel sistema iconografico del coro, in particolare, sembra di poter ravvisare «un messaggio devoto, espresso come una predica figurata rivolta alle anime del monastero».
La decorazione dei due postergali più importanti, riservati con ogni probabilità alla badessa e alla vicaria, presenta al centro un cuore cinto da corde, che inoltre lo collegano a una colonna, allusiva alla flagellazione di Gesù. Assieme alla colonna, compaiono gli altri simboli della Passione di Cristo; completa la raffigurazione un cartiglio che reca le parole Funes amoris tui Iesus circumplexe sunt me, ideo Seraphin amabiles circumdate me floribus quia amore langueo («Le funi del tuo amore, Gesù, mi hanno cinto, perciò amabili serafini circondatemi di fiori, perché languo d’amore»). La frase rimanda al misticismo di suor Battista, soprattutto al Trattato della purità del cuore e a un testo molto caro alla santa, quale il Cantico dei Cantici.
I fiori menzionati nel cartiglio li vediamo raffigurati in altri pannelli intarsiati, nei quali emergono da un vaso tre gigli, corredati di un cartiglio con la scritta Ave Maria gratia plena. Queste parole rimandano naturalmente all'Annunciazione, e alla tradizionale iconografia con l'Arcangelo Gabriele recante gigli; soprattutto, però, il collegamento da fare è con l’esperienza mistica di suor Battista, alla quale Dio lasciò, come segno dell’avvenuta chiamata alla consacrazione, tre gigli, simboleggianti rispettivamente «uno odio del mondo», «una cordiale umiltà» e «uno infuocato desiderio de mal patire», come aveva sofferto Gesù.
Un altro soggetto presente nei pannelli, con quattro uccelli che si abbeverano a una fontana da cui fuggono due serpi, allude alla scelta della vita monacale, con la decisione di dissetarsi alla fonte della salvezza che sconfigge il peccato.